# Морський слимак

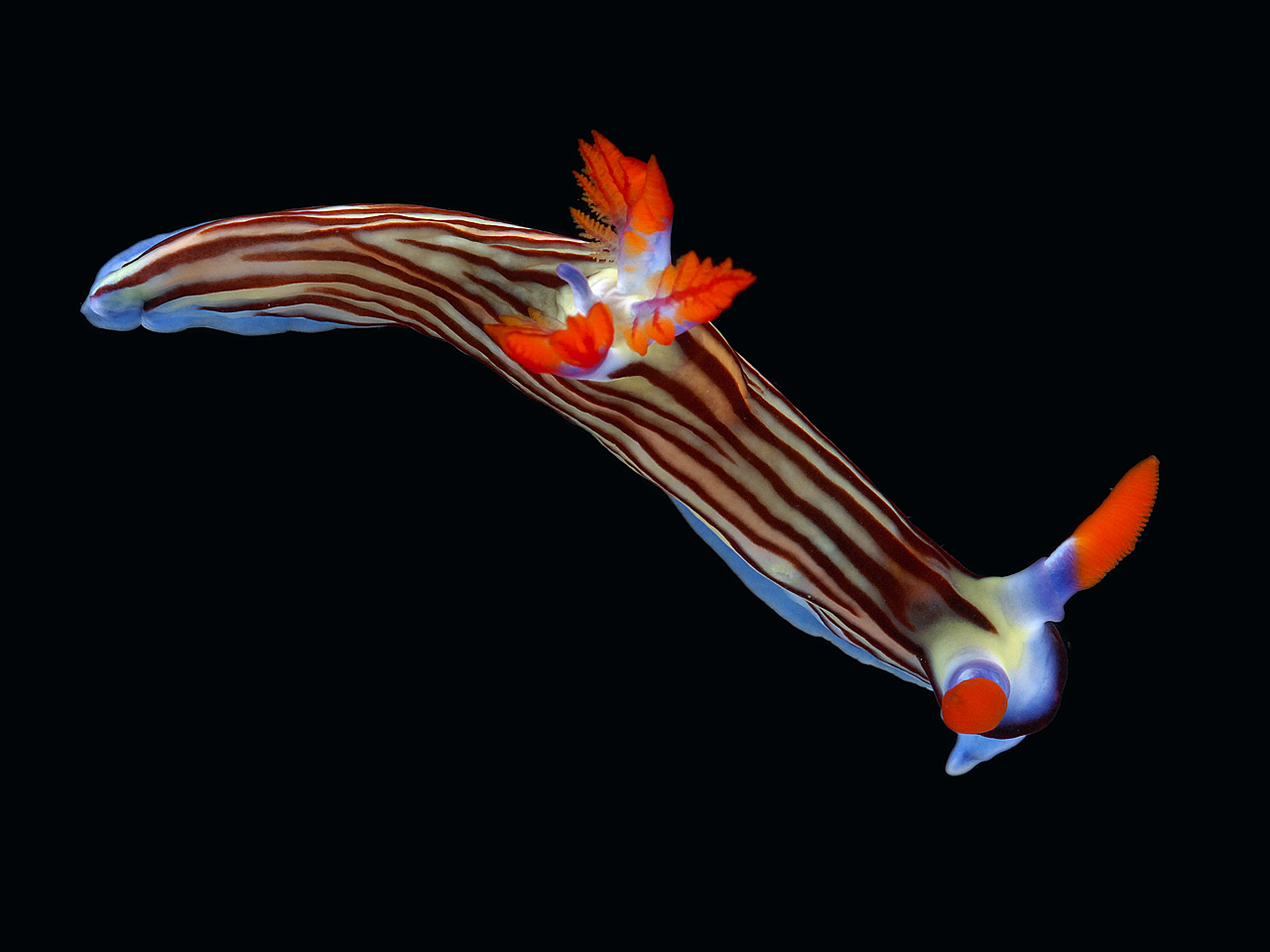
Черевоногий і голозябровий Nembrotha aurea.

Морський слимак — це загальна назва деяких морських безхребетних, які різною мірою схожі на наземних слимаків. Більшість істот, відомих як морські слимаки, є черевоногими молюсками, тобто морськими равликами, які протягом еволюційного часу або повністю втратили свої мушлі, або на вигляд втратили свої раковини через наявність значно зменшеної або внутрішньої раковини. Назва «морський слимак» часто застосовується до голозябрових і парафілетичної групи інших морських черевоногих молюсків без видимих раковин.
Морські слимаки мають величезні варіації за формою тіла, кольором і розміром. Більшість із них частково прозорими. Часто яскраві кольори видів, що мешкають на рифах, означають, що ці тварини знаходяться під постійною загрозою хижаків. Тим не менш, колір може попереджати інших тварин про токсичні пекучі клітини морського слимака (нематоцисти) або неприємний смак. Як і всі черевоногі молюски, вони мають маленькі, гострі, як бритва, зуби, які називаються радулами. У більшості морських слимаків на голові є пара ринофорів — сенсорних щупалець, які в основному використовуються для нюху, з маленьким оком біля основи кожного ринофора. Усі види морських слимаків мають обрану здобич, якою вони харчуються, включно з деякими медузами, мохуватками, актиніями, планктоном та іншими видами морських слимаків.

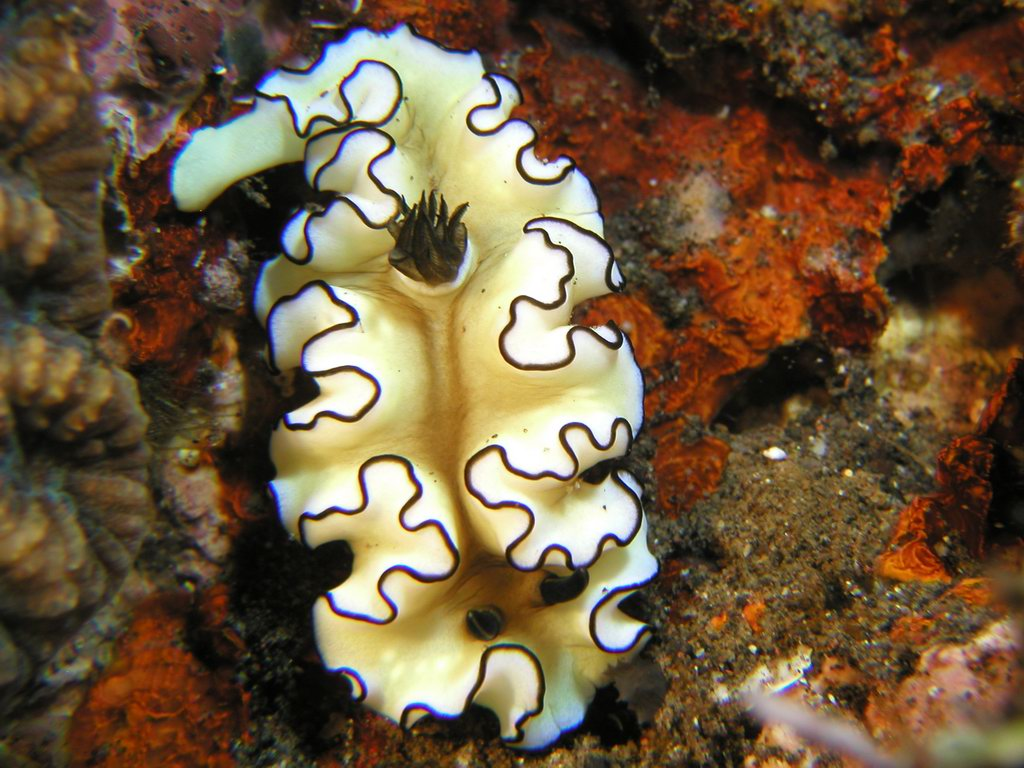
Голозябровий Glossodoris atromarginata.

Морські слимаки мають мозок. Наприклад, Каліфорнійський морський заєць має мозок приблизно з 20 000 нервових клітин.

## Безпанцирні морські черевоногі молюски
Назва «морський слимак» часто застосовується до численних різних еволюційних ліній морських черевоногих молюсків або морських равликів, зокрема черевоногих молюсків, тіло яких не вкрите черепашкою.З точки зору еволюції, повна втрата черепашки, наявність невеликої внутрішньої раковини або наявність раковини, настільки маленької, що м’які частини тварини не можуть втягнутися в неї, — це всі особливості, які багато разів еволюціонували незалежно в межах класу Gastropoda, на суші та в морі; ці особливості часто призводять до того, що черевоногих молюсків називають загальною назвою «слимак».

Голозяброві (клада Nudibranchia) — велика група морських черевоногих молюсків, які взагалі не мають черепашки. Хоча більшість голозябрових невеликі, вони часто дуже привабливі, оскільки багато видів мають яскраве забарвлення. На додаток до голозябрових, ряд інших таксонів морських черевоногих молюсків (деякі легко прийняті за голозябрових) також часто називають «морськими слимаками».

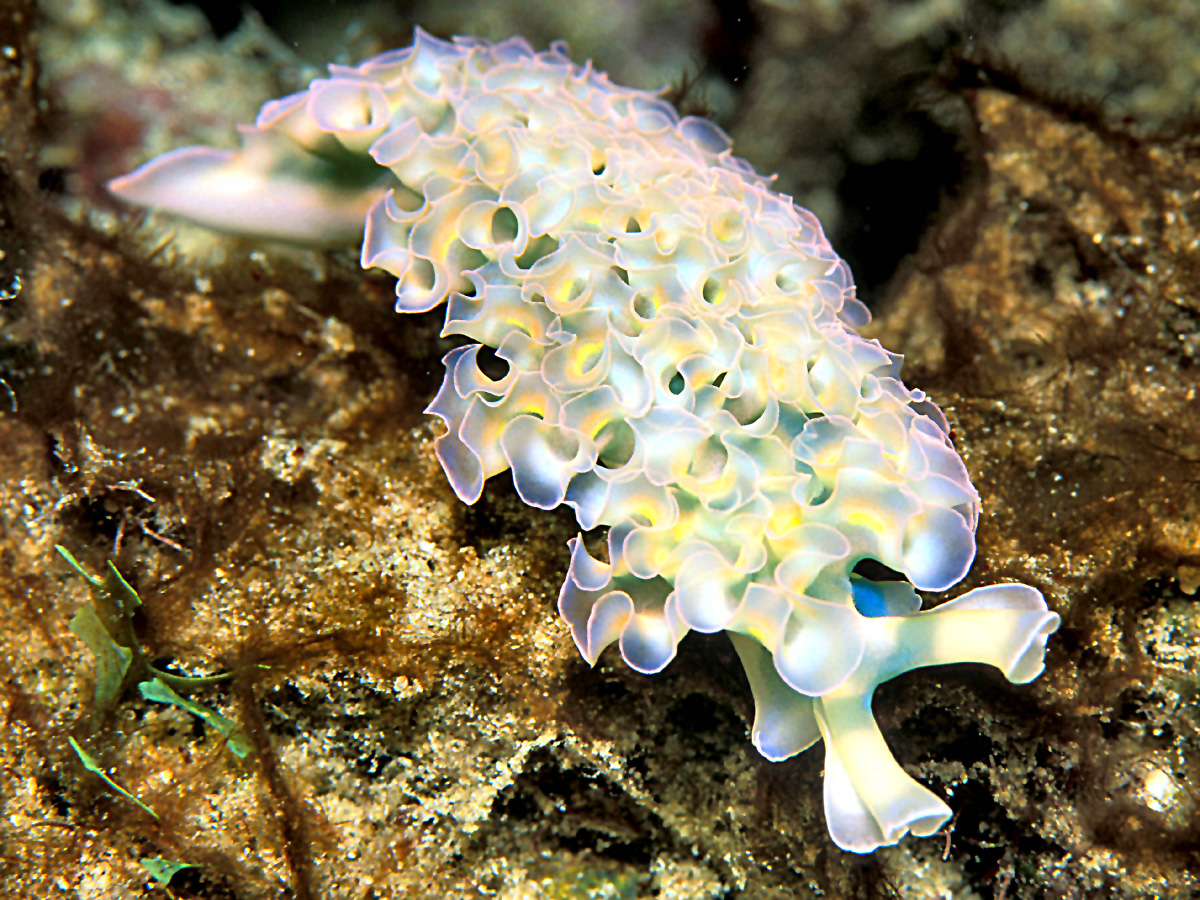
Elysia crispata, клада Sacoglossa.

### Групи черевоногих
У різних групах черевоногих молюсків, які називаються «морськими слимаками», численні родини входять до неофіційної таксономічної групи Opisthobranchia:
Термін «морський слимак», мабуть, найчастіше застосовується до голозябрових. Для двох прикладів перегляньте зображення Nembrotha aurea та Glossodoris atromarginata в цій статті.
Назва «морський слизняк» також часто застосовується до сакоглосанів (клада Sacoglossa), так званих морських слимаків, що висмоктують сік або живляться сонячною енергією, які часто мають зелений відтінок. Інша група головних черевоногих молюсків, яких часто називають «морськими слимаками», — це різні родини щитоподібних і пухирчастих равликів у кладі Cephalaspidea.

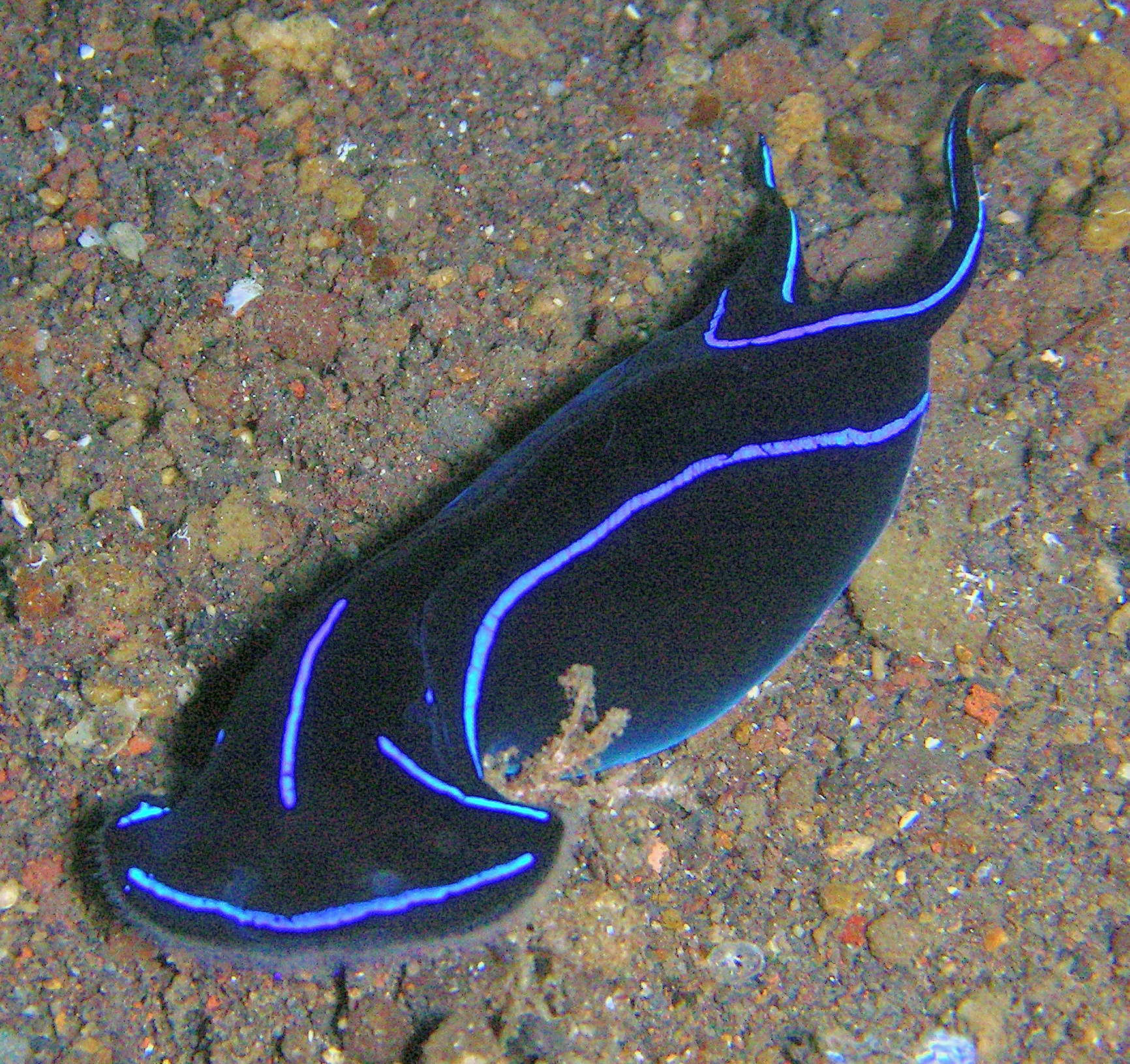
Chelidonura varians, клада Cephalaspidea.

Морські зайці, клада Aplysiomorpha, мають невелику плоску білкову внутрішню раковину.

Клади Thecosomata та Gymnosomata є невеликими пелагічними черевоногими молюсками, відомими як «морські метелики» та «морські ангели». Багато видів морських метеликів зберігають раковини. Вони широко відомі як «крилоногі», але іноді їх також називають морськими слимаками; особливо Gymnosomata, які, дорослішаючи, скидають мушлю.
Існує також одна група «морських слимаків» в неформальній групі Pulmonata:
Однією дуже незвичайною групою морських черевоногих молюсків, які не мають раковини, є легеневі (дихають повітрям) види родини Onchidiidae, що входять до клади Systellommatophora.

## Різноманіття морських слимаків

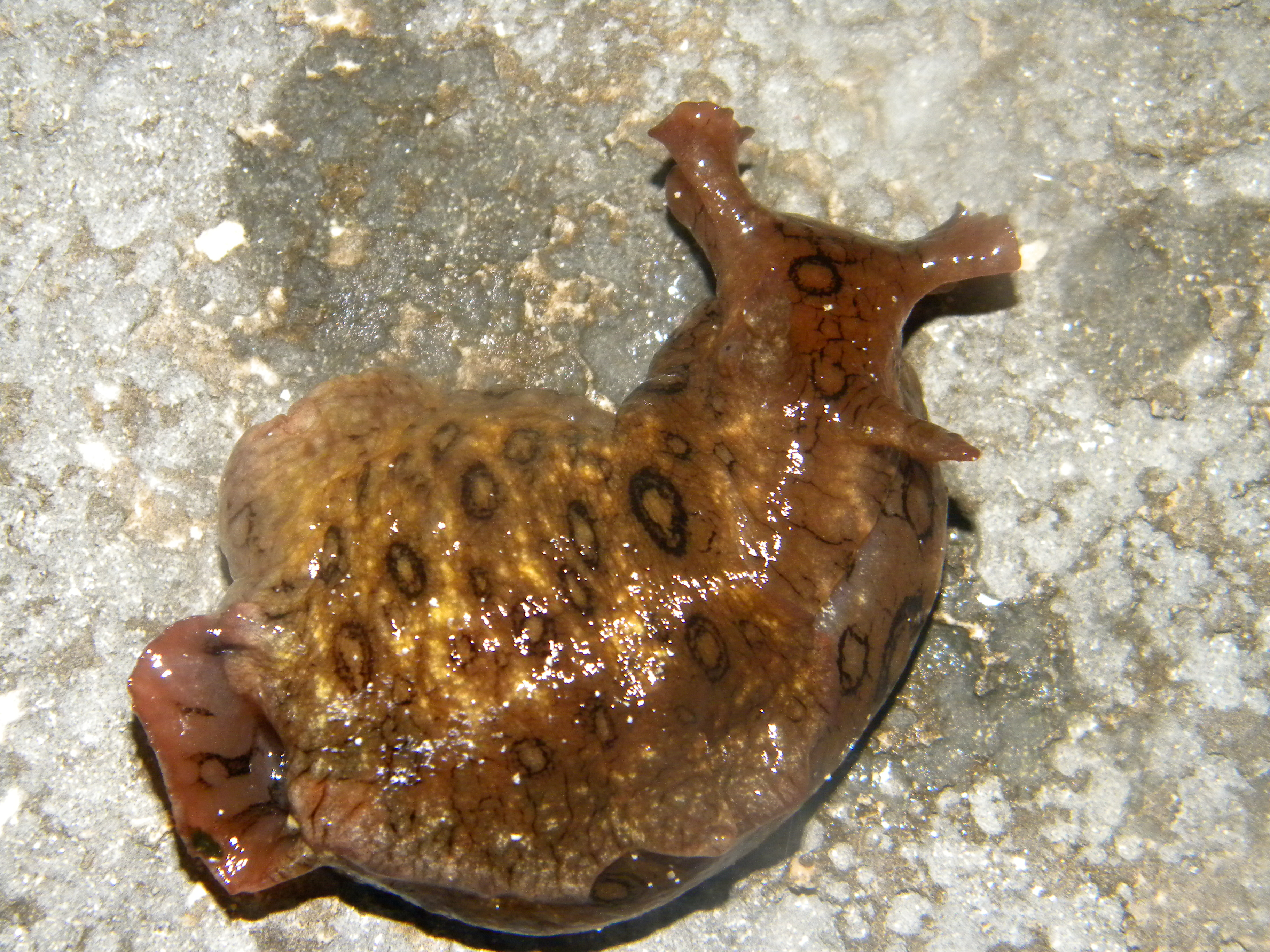
Морський заєць Aplysia dactylomela, сфотографований поза водою.

Як і багато голозябрових, блакитний дракон може зберігати та використовувати пекучі клітини, або нематоцисти, зі своєї здобичі (португа́льський кора́блик) у своїх пальцеподібних цератах. Інші види, як-от піжамний слимак Chromodoris quadricolor, можуть використовувати свої яскраві кольори, щоб рекламувати свій неприємний хімічний смак.
Салатовий морський слимак (Elysia crispata) має оборки, схожі на листя салату, які вистилають його тіло. Цей слимак, як і інші кладу Sacoglossa, використовує клептопластію, процес, під час якого слимак поглинає хлоропласти з водоростей, які він їсть, і використовує «викрадені» клітини для фотосинтезу цукру. Оборки салатового морського слимака збільшують його площу поверхні, дозволяючи клітинам поглинати більше світла.
Щитоподібні слимаки, як і Chelidonura, використовують свої лопатоподібні голови, щоб зариватися в пісок, де вони проводять більшу частину свого часу. Щит також захищає пісок від потрапляння в мантію під час риття.
Peronia indica — вид морських слимаків, що дихають повітрям, безпанцирного морського легеневого черевоногого молюска з родини Onchidiidae.
Найбільший вид морських зайців, Каліфорнійський морський заєць, Aplysia vaccaria, може досягати довжини 75 сантиметрів (30 дюймів) і ваги 14 кілограмів (31 фунт). Більшість морських зайців мають кілька засобів захисту; крім того, що вони природно токсичні, вони можуть викидати брудне чорнило або виділяти в’язкий слиз, щоб відлякувати хижаків.

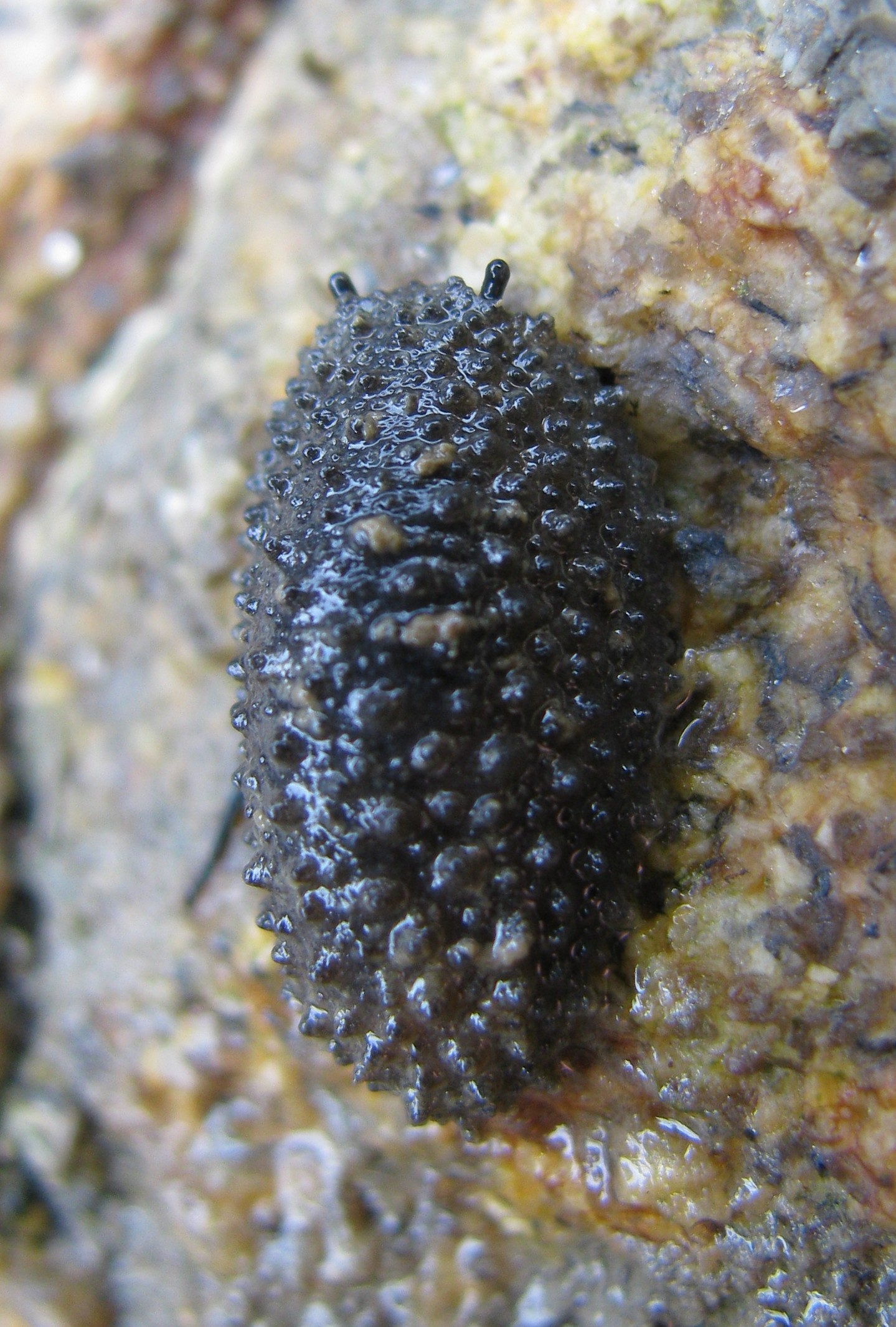
Морський легеневий молюск Onchidella celtica.

Деякі види акохлідних морських слимаків здійснили еволюційний перехід до проживання в прісноводних потоках, і є принаймні один еволюційний перехід на сушу.